# Vaas
 Vaas  es una población y comuna francesa, situada en la región de Países del Loira, departamento de Sarthe, en el distrito de La Flèche y cantón de Mayet.

## Demografía
| 1662 | 1673 | 1598 | 1590 | 1564 | 1540 |
| Para los censos de 1962 a 1999 la población legal corresponde a la población sin duplicidades (Fuente: INSEE [Consultar]) |      |      |      |      |      |